# Турецька голова

Герб Комаді

Туре́цька голова́ (угор. Törökfej, сербохорв. Turska glava) — гербова фігура у геральдиці Угорщини, Сербії, Хорватії. Зображується у вигляді трофейної голови чубатого турка-яничара, зазвичай, відрубаної, або насадженої на зброю. Символ перемоги над військами Османської імперії. Використовується в угорській приватній і територіальній геральдиці.

## Галерея

Балоги
Береї
Кайдачи
Комаді
Надь
Поча
Хайдудорог
Тепе
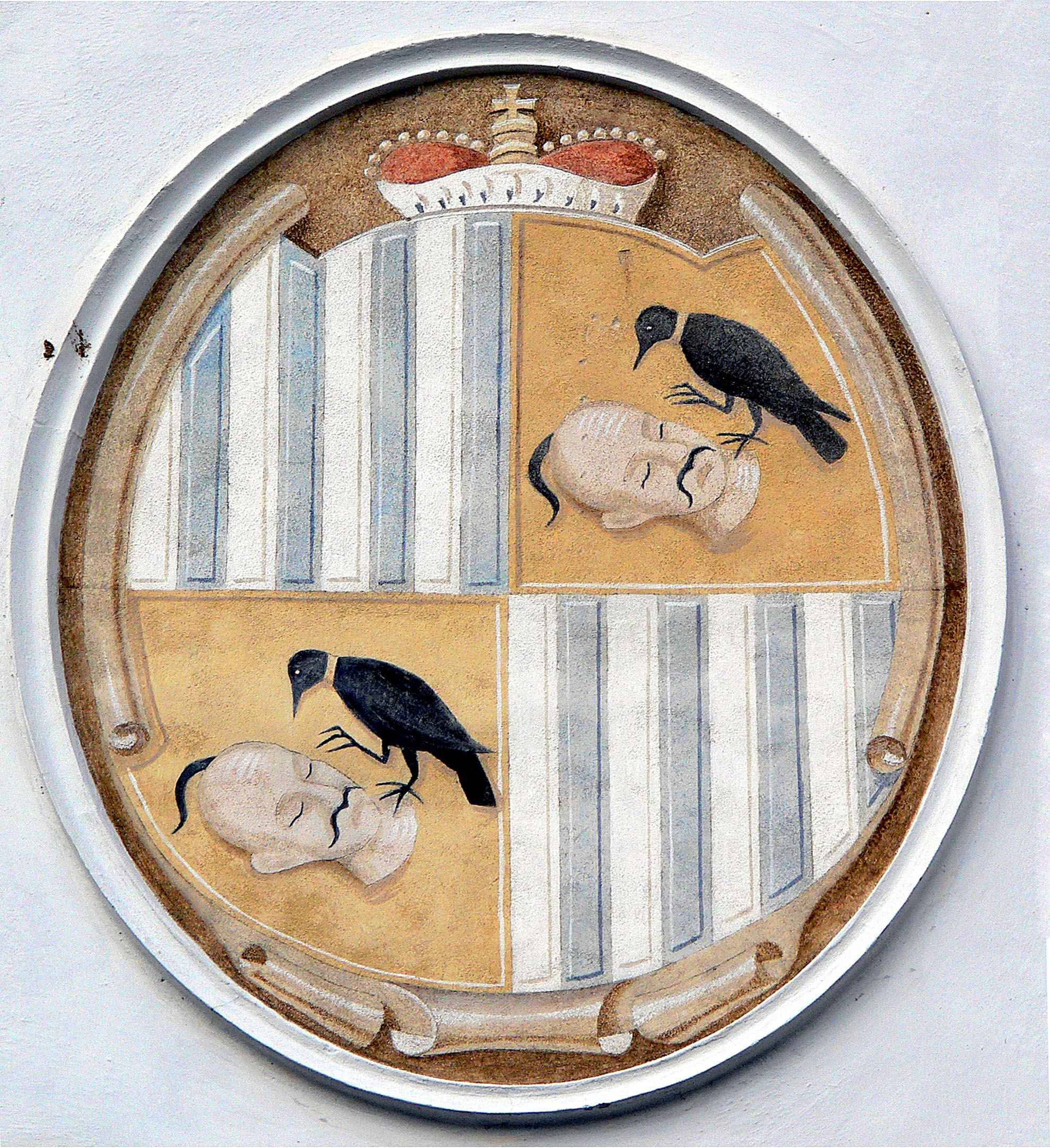
Schwarzenberg